# Кряжим (село)
Кряжим (рос. Кряжим) — село у Вольському районі Саратовської області Російської Федерації.
Населення становить 409 осіб. Належить до муніципального утворення Кряжимське муніципальне утворення.

## Історія
Населений пункт розташований у межах українського історичного та культурного регіону Жовтий Клин.
Від 23 липня 1928 року в складі Вольського округу Нижньо-Волзького краю. Орган місцевого самоврядування від 2004 року — Кряжимське муніципальне утворення.

## Населення
| 2010 |
| ---- |
| 409  |